# セルゲイ・ステパノフ
セルゲイ・ステパノフ (Sergey Stepanov、1984年9月3日 - ) は、モルドバ（沿ドニエストル）出身のロシア人ミュージシャン。サンストローク・プロジェクトのメンバー。ユーロビジョン・ソング・コンテストでのサクソフォーン演奏により、インターネット・ミームの「Epic Sax Guy」として有名である。